# Lista över insjöar i Kalmar kommun
Detta är en lista över sjöar i Kalmar kommun baserad på sjöns utloppskoordinat. Om någon sjö saknas, kontrollera grannkommunens lista eller kategorin Insjöar i Kalmar kommun.

## Lista
| Namn         | Koordinat                                     | Sjöid         | VYID          | Yta (km²) | Strandlinje (km) | Höjd (m) | Maxdjup (m) | Volym (m³) | HARO  | Natura 2000 |
| ------------ | --------------------------------------------- | ------------- | ------------- | --------- | ---------------- | -------- | ----------- | ---------- | ----- | ----------- |
| Bastgöl      | 56°38′33″N 15°56′41″Ö / 56.64250°N 15.94475°Ö | 627948-150856 |               |           |                  |          |             |            | 78000 |             |
| Dammen       | 56°51′34″N 16°14′17″Ö / 56.85951°N 16.23817°Ö | 630372-152641 |               |           |                  |          |             |            | 76000 |             |
| Dämsjön      | 56°53′32″N 16°18′58″Ö / 56.89235°N 16.31616°Ö | 630741-153114 |               |           |                  |          |             |            | 75076 |             |
| Gåragöl      | 56°36′56″N 15°52′54″Ö / 56.61552°N 15.88179°Ö | 627647-150470 |               |           |                  |          |             |            | 78000 |             |
| Hemsjön      | 56°35′16″N 15°52′52″Ö / 56.58777°N 15.88108°Ö | 627354-150470 | 627338-150466 | 0,0264    | 0,855            | 83,9     |             |            | 78000 |             |
| Hålldammen   | 56°42′54″N 16°06′48″Ö / 56.71494°N 16.11339°Ö | 628758-151887 |               |           |                  |          |             |            | 77000 |             |
| Malmagölen   | 56°39′03″N 15°55′18″Ö / 56.65079°N 15.92164°Ö | 628040-150714 |               |           |                  |          |             |            | 78000 |             |
| Oppeboda göl | 56°50′43″N 16°20′23″Ö / 56.84520°N 16.33961°Ö | 630217-153261 |               |           |                  |          |             |            | 75076 |             |
| Skärvsjösjön | 56°34′35″N 15°49′06″Ö / 56.57630°N 15.81842°Ö | 627215-150116 | 627210-150081 | 0,14      | 1,71             | 89,4     |             |            | 78000 |             |
| Snärjegöl    | 56°36′26″N 15°55′36″Ö / 56.60714°N 15.92671°Ö | 627554-150746 |               |           |                  |          |             |            | 78000 |             |
| Stengölen    | 56°33′33″N 15°46′43″Ö / 56.55906°N 15.77873°Ö | 627018-149837 |               |           |                  |          |             |            | 78079 |             |
| Storsjön     | 56°34′39″N 15°45′41″Ö / 56.57737°N 15.76147°Ö | 627244-149801 | 627222-149731 | 0,26      | 2,89             | 94,1     |             |            | 78000 |             |
| Ugglebosjön  | 56°35′04″N 15°53′28″Ö / 56.58454°N 15.89100°Ö | 627291-150501 | 627302-150527 | 0,0868    | 1,87             | 81,4     |             |            | 78079 |             |
| Vänsjösjön   | 56°35′24″N 15°53′12″Ö / 56.59011°N 15.88662°Ö | 627390-150522 | 627364-150500 | 0,118     | 2,43             | 84,1     |             |            | 78000 |             |
|              | 56°37′19″N 16°10′03″Ö / 56.62203°N 16.16753°Ö | 627725-152224 |               |           |                  |          |             |            | 77078 |             |
|              | 56°52′14″N 16°11′09″Ö / 56.87064°N 16.18583°Ö | 630494-152321 |               |           |                  |          |             |            | 76000 |             |